# Dilkea ovalis
Dilkea ovalis är en passionsblomsväxtart som beskrevs av Feuillet. Dilkea ovalis ingår i släktet Dilkea och familjen passionsblomsväxter. Inga underarter finns listade i Catalogue of Life.